# Mathurin-Marie Le Mailloux
Mathurin-Marie Le Mailloux CSSp (* 29. November 1878 in Theix, Département Morbihan; † 17. Dezember 1945) war ein französischer römisch-katholischer Ordensgeistlicher und Apostolischer Vikar von Douala.

## Leben
Mathurin-Marie Le Mailloux trat der Ordensgemeinschaft der Spiritaner bei und empfing am 27. Oktober 1901 das Sakrament der Priesterweihe. Papst Pius XI. bestellte ihn am 5. Mai 1931 zum ersten Apostolischen Präfekten von Douala.
Infolge der Erhebung der Apostolischen Präfektur Douala zum Apostolischen Vikariat ernannte ihn Papst Pius XI. am 14. Juni 1932 zum Titularbischof von Turuzi und zum ersten Apostolischen Vikar von Douala. Der Bischof von Quimper, Adolphe Duparc, spendete ihm am 8. September desselben Jahres die Bischofsweihe; Mitkonsekratoren waren der Bischof von Vannes, Hippolyte Tréhiou, und der Generalsuperior der Spiritaner, Bischof Louis Le Hunsec CSSp.